# Consejo por la República
El Consejo por la República (en catalán: Consell per la República) es una organización privada de derecho belga presidida por Carles Puigdemont, que busca organizar y promover la independencia de Cataluña tras la declaración unilateral de independencia de Cataluña de 2017.
El consejo está formado por el presidente y otros siete miembros.
El acto de presentación del Consejo por la República tuvo lugar en el Palacio de la Generalidad de Cataluña el 30 de octubre de 2018. Allí se dio a conocer que el exconsejero Toni Comín sería el coordinador de la entidad.
En abril de 2021 figuraban inscritos alrededor de 95 000 afiliados, previo pago de al menos 10 euros de cuota alta. Ese mismo mes el Consejo lanzaba el carnet denominado Identitat Digital Republicana, una especie de "DNI catalán" que no sirve para hacer trámites con la Administración y con un costo de entre 6 y 12 euros; según sus impulsores, el objetivo sería crear un «espacio de soberanía y de empoderamiento ciudadano, fuera del control del Estado español». La tesorería, estimada en cerca de un millón de euros, es gestionada a través de dos entidades sin ánimo de lucro registradas en Bélgica: CatGlobal y CatCip.